# Monte Gimont
Il monte Gimont (in francese Grand Charvia) è una montagna di 2.646 m s.l.m. delle Alpi del Monginevro, nelle Alpi Cozie. È situata sul confine tra l'Italia (Città metropolitana di Torino) e la Francia (Alte Alpi).

## Descrizione

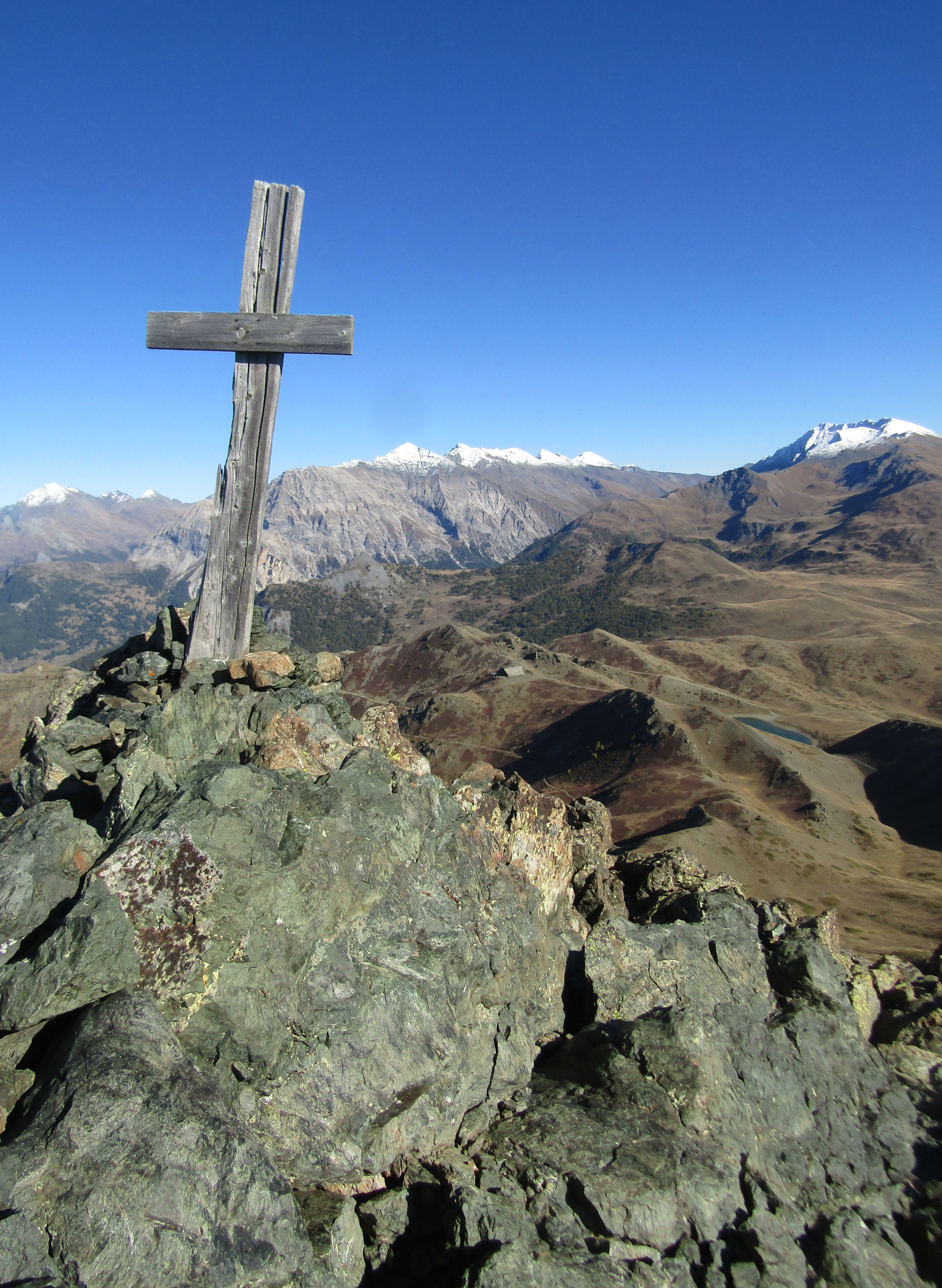
La croce di vetta

La montagna costituisce il punto di incontro tra il vallone della Piccola Dora (a nord-ovest), il vallone Gimont (a nord-est, tributario della Piccola Dora) e, a sud, la valle dalla Cerveyrette (un affluente della Durance). Amministrativamente è divisa tra il comune italiano di Cesana Torinese e quelli francesi di Cervières e di Monginevro. Sulla cima del monte, che fa parte della catena principale alpina, si trova una rustica croce di vetta in legname. Il Colletto Verde (o Grand Collet, 2.519 m) e il Colle Guignard (o Petit Collet, 2.440 m) la dividono, lungo il crinale nord, dal Monte La Plane (o Sommet de la Loubatière, 2.545 m). La Catena principale alpina prosegue a sud-est della montagna con il Col Gimont (2.403 m), risalendo poi alla Cima Saurel. Nella direzione opposta il crinale principale prosegue con una sella a quota 2.519 metri non nominata in cartografia e risale poi al Monte Chenaillet.
Gli impianti di risalita e le piste da sci del comprensorio sciistico della Via Lattea, salendo sia dal lato di Claviere che da quello di Monginevro, arrivano al Colletto Verde, che si trova non lontano dalla cima della montagna.

## Geologia
Come nel caso del vicino monte Chenaillet le rocce che costituiscono la montagna sono di origine ignea e si sono formate su un antico fondale marino oggi emerso. Tra queste fin dalla fine del XIX secolo i geologi hanno segnalato la Variolite, una roccia effusiva simile al basalto, e il diabase, anch'esso di origine lavica ma in questo caso a cristallizzazione ipoabissale.

## Storia
Il toponimo francese Grand Charvia deriva dal latino calvus, ovvero denudato.
Il vallone della Piccola Dora, compreso tra il monte Ginmont e lo Chenaillet, pur facendo idrograficamente parte del bacino del Po, apparteneva al territorio francese già prima del ritocco dei confini operato con il trattato del 1947 dopo la fine della seconda guerra mondiale, come era stato ribadito dopo alcune controversie nel trattato di Parigi del 1814.
Il monte Gimont, assieme alla zona circostante, venne interessato dalla linea del fronte della seconda guerra mondiale; vi ebbero luogo duelli di artiglieria nel giugno 1941, poi fino all'aprile 1945 fu presidiato dal Battaglione alpini "Tirano", che ripiegò verso la pianura a partire dal 23 aprile.

## Accesso alla vetta

### Salita estiva
Una delle vie per raggiungere la cima della montagna percorre il Vallone Gimont, con partenza da (Claviere). La sua difficoltà è valutata E. È anche possibile salire sulla vetta con partenza dal Lago Nero, che a sua volta si può raggiungere da Bousson con una strada sterrata, con un itinerario valutato anch'esso di difficoltà E.

### Salita invernale
La montagna rappresenta una classica meta scialpinistica. La salita invernale per il vallone Gimont è considerata di difficoltà BS..

### Punti di appoggio
- Capanna Mautino (2110 m, a monte del Lago Nero)
- Baita Gimont (2035 m, vallone Gimont (Cesana Torinese)[14]